# Diszjunktív szillogizmus
Arisztotelész nyomán szillogizmusnak olyan következtetést nevezünk, melyben egy kijelentés (konklúzió) két másikból (két premisszából) következik.
"Az érv [szillogizmus] olyan beszéd, amelyben bizonyos dolgokat feltéve valami más, tőlük különböző dolog következik belőlük és általuk". [Arisztotelész Topika I könyv.1. rész]
A szillogizmus azonos jelentésű a logikailag helyes, vagy érvényes következtetéssel. Minden premissza és konklúzió formája:
„Minden A az B”, vagy
„Egyetlen A sem B”, vagy
„Van olyan A, amelyik B”, vagy
„Van olyan A, amelyik nem B”.
A szillogizmus fajtái:
- kategorikus
- diszjunktív
- hipotetikus
- entiméma

## Diszjunktív szillogizmus
A diszjunktív szillogizmus latinul szétválasztó következtetést jelent. Az alternáció egy formája, amikor is a következtetések formáját a bennük foglalt kötőszavak határozzák meg – a kötőszavak pedig a tagmondatok igazságértékének viszonyát jelzik. A formalizálás során eltekintünk a tagmondatok értelmétől, a mondatokat A és B betűkkel helyettesítjük. 
Alternáció esetében a „vagy” kötőszó megengedő használata a jellemző, vagyis a két tagmondat egyszerre lehet igaz. Ha A és B mondatok, kettejük alternációja  A v B.
- A: Kata otthon tanul.
- B: Kata könyvtárba ment.
- A v B: Kata otthon tanul, vagy elment a könyvtárba.

A felhozott következtetési példa helyes, ha vagy A vagy B, de akár mindkettő egyszerre igaz. Az alternáció hamis, ha A és B egyaránt hamis. 
Ezzel szemben a diszjunktív szillogizmust a „kizáró vagy” használata jellemzi, azaz a két tagmondat, A és B nem lehet egyszerre igaz. Következtetés sémája:
P  v  Q
~P_____
Q.
A séma érvényességét igazságtáblázat segítségével lehet ellenőrizni:
A V B igaz, ha A és B közül csak az egyik igaz. A V B hamis, ha mindkettő igaz, vagy mindkettő hamis.
A következtetés első premisszája a két választási lehetőséget rögzíti, valamint az első premisszában kell tartalmaznia a „kizáró vagy”-ot. A második premissza tagadja valamelyik lehetőség egyikét, így a konklúzióban  a második lehetőség érvényesül.
Ennek ismeretében érvénytelen például az alábbi következtetési séma:
P  v  Q
P_____
~Q.
Érvénytelen következtetésnek bizonyul a hamis dilemma esete, amikor is például az első premissza nem tartalmazza az összes releváns lehetőséget. Hamis dilemma gyakran előfordul a rábeszélés eszközeként.